# Clarkston (Utah)
Clarkston é uma cidade  localizada no estado norte-americano de Utah, no Condado de Cache.

## Demografia
Segundo o censo norte-americano de 2000, a sua população era de 688 habitantes.
Em 2006, foi estimada uma população de 601, um decréscimo de 87 (-12.6%).

## Geografia
De acordo com o United States Census Bureau tem uma área de
2,5 km², dos quais 2,5 km² cobertos por terra e 0,0 km² cobertos por água. Clarkston localiza-se a aproximadamente 1487 m acima do nível do mar.

## Localidades na vizinhança
O diagrama seguinte representa as localidades num raio de 12 km ao redor de Clarkston.